# Albert Naine
Albert Naine ou Albert-Louis Naine, né le 2 juin 1871 à Travers (Neuchâtel) (originaire de Nods ou Neuchâtel) et mort le 26 novembre 1957 à Genève, est un homme politique suisse, membre du Parti socialiste.

## Biographie

### Origines et famille
Albert Naine ou Albert-Louis Naine naît le 2 juin 1871 à Travers, dans le canton de Neuchâtel. Il est originaire de Nods, dans le Jura bernois, ou de Neuchâtel (et de Genève à partir de 1911). Son père, Louis Théophile Naine, est horloger ; sa mère est née Lise Lina Pellaton. Son frère cadet, Charles Naine, est le premier conseiller national socialiste du canton de Neuchâtel.
Il épouse Louise Robert-Tissot.

### Parcours professionnel
Il s'installe à Genève en 1895 pour se former dans le commerce de l'horlogerie. Après des séjours de formation à l'étranger (à Londres et Bruxelles) entre 1895 et 1900, il devient négociant.
Il est directeur du service cantonal des approvisionnements, sous la direction du conseiller d'État John Marc Rochaix, à partir de 1915 et collaborateur du Peuple Suisse[Quand ?].

### Parcours politique
Il est député socialiste au Grand Conseil du canton de Genève de 1910 à 1940 et préside l'hémicycle en 1923.
Il est conseiller administratif (exécutif) de la ville de Genève de 1922 à 1933, où il dirige le service des halles et marchés et celui des finances et redevances. Il siège également au Conseil national de fin 1925 à fin 1928.
Il refuse une première élection au Conseil d'État en 1930, en raison de la non-élection de Léon Nicole. Il y siège à ses côtés de 1933 à 1936, à la tête du département des finances et des contributions.
Il est l'un des leaders de la gauche genevoise durant l'entre-deux-guerres.
Il se retire de la vie politique au début de la Seconde Guerre mondiale.

### Décès
Il meurt le 26 novembre 1957 à Genève, à l'âge de 86 ans.